# Pasmo 5,6 GHz
Pasmo 5,6 GHz (6 cm) – pasmo radiowe przyznane krótkofalowcom, zawierające się w zakresie fal centymetrowych w przedziale częstotliwości od 5,65 do 5,85 GHz.

## Podział pasma 5,6 GHz[1]
| Częstotliwość w MHz | Rodzaje emisji                                                 | Przeznaczenie                | Przeznaczenie                                                     |
| ------------------- | -------------------------------------------------------------- | ---------------------------- | ----------------------------------------------------------------- |
| 5650,000 – 5668,000 | Amatorska Służba Satelitarna – uplink                          |                              |                                                                   |
| 5668,000 – 5670,000 | Amatorska Służba Satelitarna – uplink oraz emisje wąskopasmowe | 5668,200                     | Centrum aktywności emisji wąskopasmowych                          |
| 5670,000 – 5700,000 | Emisje cyfrowe                                                 |                              |                                                                   |
| 5700,000 – 5720,000 | ATV                                                            |                              |                                                                   |
| 5720,000 – 5760,000 | Wszystkie emisje                                               |                              |                                                                   |
| 5760,000 – 5760,800 | Emisje wąskopasmowe(a)                                         | 5760,200 5760,750 – 5760,800 | Centrum aktywności emisji wąskopasmowych Lokalne radiolatarnie(d) |
| 5760,800 – 5760,990 | Wyłącznie radiolatarnie(d)                                     |                              |                                                                   |
| 5761,000 – 5762,000 | Emisje wąskopasmowe(a)                                         |                              |                                                                   |
| 5762,000 – 5790,000 | Wszystkie emisje                                               |                              |                                                                   |
| 5790,000 – 5850,000 | Amatorska Służba Satelitarna – downlink                        |                              |                                                                   |

- (a) Organizacje powinny poinformować swoich członków, iż stacje powinny móc korzystać z obydwu segmentów emisji wąskopasmowych.
- (b) Zakres częstotliwości 5760,750 – 5760,800 MHz może być przeznaczony przez narodowe organizacje dla lokalnych radiolatarni (maks. 10W ERP).
- (d) Koordynacja radiolatarni opisana jest w VHF Manager Handbook.